# Grupo Globo
Grupo Globo (anteriormente conocido como Organizações Globo) es un conglomerado de empresas brasileñas concentradas específicamente en el área de medios de comunicación, pero incluyendo también el mercado inmobiliario. Es también el grupo más grande de América Latina, uno de los más grandes de todo el mundo.

## Historia
La primera iniciativa del holding fue el periódico A Noite, fundado y dirigido por Irineu Marinho, en Río de Janeiro, por entonces capital de Brasil. En 1925, con el suceso de éxito del vespertino, Marinho decide fundar un segundo periódico, O Globo, para competir con los demás como Correio da Manhã, O Paiz, Gazeta de Notícias, Diário Carioca y Jornal do Brasil.
Con la muerte repentina de Irineu Marinho apenas semanas después, su hijo Roberto Marinho heredó el diario y pasó a la dirección de la empresa. Trabajando activamente en la parte periodística y en la administrativa, decidió ampliar el negocio e invertir en otros medios además de la prensa. En 1944, inaugura la Radio Globo, también en Río de Janeiro.
El gran salto de la empresa se dio con la inauguración de Rede Globo (creada en 1964 y transmitida a partir de 1965), con la cual la empresa se convirtió en líder del segmento de medios en la América Latina y expandió negocios, hasta alcanzar y consolidar un monopolio de facto en Brasil y establecer negocios en el exterior, como con la portuguesa SIC.
En la década de 1990, comenzaron los trabajos del Projeto Memória das Organizações Globo, que busca rescatar y preservar datos concernientes a todos los órganos Globo, entre documentos escritos, audiovisuales y digitales.
Actualmente, la compañía está a cargo de los hijos de Roberto Marinho: Roberto Irineu Marinho, João Roberto Marinho, y José Roberto Marinho. En mayo de 2013, un estudio publicado por la agencia de medios ZenithOptimedia mostró que Globo ocupó el puesto 17 en una lista con los principales propietarios de los medios de comunicación globales. Era la primera vez que la compañía apareció en este ranking.
El 25 de agosto de 2014, la empresa anunció que adoptaría el nombre de "Grupo Globo", antes "Organizações Globo", marca utilizada desde la inauguración del periódico O Globo en 1925. Según Roberto Irineu Marinho, "este cambio es el resultado de nuestra visión de futuro y desempeño en los últimos años. Queremos fomentar y promover cada vez más la colaboración entre nuestras empresas, la alineación de objetivos y la búsqueda de resultados comunes. El esfuerzo conjunto será cada vez más importante para comprender las expectativas del público y conocerlos. El 10 de septiembre se relanzó el documento "Essência Globo" que contiene la visión, misión y valores del Grupo, cuya primera versión se publicó en 2000.

## Centralización de empresas y nuevo nombre
El 8 de noviembre de 2019 se anuncia una centralización de las empresas del Grupo Globo , así como la unión de todos los vehículos de comunicación del grupo (TV abierta, TV de pago, streaming, radio, portal y editorial), que se sumarán una nueva empresa, que utilizará únicamente el nombre 'Globo. El cambio, que se esperaba que ocurra a partir del 1 de enero de 2020, afecta también a toda la dirección del grupo, con reubicación y promoción de nombres. La TV Abierta, así como la propia Rede Globo y la responsabilidad de sus afiliados, ahora serán dirigidos por Paulo Marinho.  
El cambio ocurrió el 4 de enero de 2021, la cual con la presentación de la nueva marca de la Globo, la empresa adoptó el nombre de Globo para sus empresas en entretenimiento. Usan actualmente la marca Grupo Globo para todo el grupo incluyendo Globo, DGCorp y Editora Globo.

## Principales empresas

Estúdios Globo es la división de Entretenimento de la Rede Globo conocida antiguamente como Central Globo de Produção y Entretenimento Globo

### Holdings
- Complejo Projac[4]
- Direção Geral de Jornalismo e Esporte
- Canais Globo
- Central Globo de Produção

### Televisión abierta
- TV Globo
- Futura

### Televisión cerrada
- Canais Globo
  - Gloob
  - Gloobinho
  - Megapix
  - GNT
  - Multishow
  - Bis
  - Mais na Tela
  - Canal Off
  - Combate

#### En asociación con Globo
- GloboNews
- Globo Internacional
- SporTV (tres señales)
- Premiere
- Viva

#### En asociación con el Grupo del Consorcio brasileño
- Canal Brasil

#### Joint Venture
- NBCUniversal (son 3 canales en total)
- Telecine (son 6 canales en total)
- Playboy do Brasil (son 4 canales en total)

#### Servicio de televisión por cable o satélite
- NET (10,4% de las acciones)
- SKY (7% de las acciones)

### Prensa
- Infoglobo
  - O Globo
  - Extra
  - Expresso

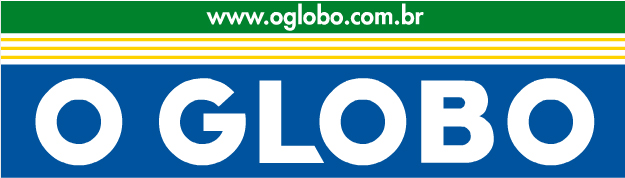
El diario de prensa O Globo fue una de las primeras marcas de la compañía.

  - Diário de S. Paulo (venta pendiente de Rede Bom Dia)
  - Valor Econômico (50%)

### Revistas
- Editora Globo
  - Revista Época
  - Revista Época São Paulo
  - Revista Época Negocios
  - Galileu
  - Auto Esporte
  - Casa & Jardim
  - Crescer
  - Criativa
  - Globo Rural
  - Marie Claire
  - Pequenas Empresas y Grandes Negócios
  - Quem
  - Quem Acontece
  - Revista Fantástico
  - Monet
  - Diva
  - Viva Seda
  - Somorgujo
  - Renner

### Cómics
- Editora Globo
  - Turma da Mônica (Versión estadounidense)
  - Sitio do Pica-Pau Amarelo
  - Bonelli Comics (versión brasileña)
  - Marvel Comics (versión brasileña)
  - Beetle Bailey (versión brasileña)

### Libros
- Río Gráfica Editora
- Editora Globo
  - Globo Livros

### Discográfica
- Som Livre
- RGE

### Películas
- Globo Filmes
- Globo Vídeo

### Páginas web

La página de internet Globo.com es un portal y proveedor de Internet.

- Globo.com
  - Globo Internacional
  - EGO
  - G1
  - Globo Online
  - GloboEsporte.com
  - Globomail
  - Memória Globo
  - Paparazzo
  - Texto Digital
  - Zumbido
  - GShow
  - Globoplay

### Emisoras de Radio
- Rádio Globo
- Central Brasileira de Notícias